# Cyanea minutiflora
Cyanea minutiflora är en klockväxtart som beskrevs av Thomas G. Lammers. Cyanea minutiflora ingår i släktet Cyanea, och familjen klockväxter. Inga underarter finns listade i Catalogue of Life.